# London Lightning
London Lightning es un equipo profesional de baloncesto de la NBL con sede en la ciudad de London. Sus partidos como local los disputa en el Budweiser Gardens.
El nombre Lightning fue anunciado el 12 de agosto de 2011, el 17 de agosto fue nombrado entrenador Micheal Ray Richardson. Lightning ganó los primeros dos campeonatos de la liga, las temporadas de 2011-2012 derrotando al Halifax Rainmen 116-92 el 25 de marzo de 2012 en el John Labatt Centre ganando la serie 3 a 2 y la 2012-13 ganó la serie 3-2 al Summerside Storm.

## Trayectoria
Nota: G: Partidos ganados; P:Partidos perdidos; %:porcentaje de victorias
| Temporada | G  | P  | %    | Play-offs | Resultado |
| --------- | -- | -- | ---- | --------- | --------- |
| 2011-12   | 28 | 8  | .778 | 5-2       | Campeón   |
| 2012-13   | 33 | 7  | .825 | 6-1       | Campeón   |
| Total     | 61 | 15 | .803 | 11-3      |           |